# Omán en los Juegos Paralímpicos de Tokio 2020
Omán estuvo representado en los Juegos Paralímpicos de Tokio 2020 por tres deportistas, dos hombres y una mujer.

## Medallistas
El equipo paralímpico omaní obtuvo las siguientes medallas:
| Nombre              | Deporte   | Evento             |
| ------------------- | --------- | ------------------ |
| Oro                 |           |                    |
| —                   |           |                    |
| Plata               |           |                    |
| —                   |           |                    |
| Bronce              |           |                    |
| Mohamed Al-Mashaiji | Atletismo | Peso F32 masculino |